# Fast Lane
«Fast Lane» (с англ. — «Жизнь на скоростях») — песня американского хип-хоп дуэта Bad Meets Evil и ведущий сингл их мини-альбома Hell: The Sequel, выпущенный в мае 2011 года лейблами Shady Records и Interscope Records. Сингл был спродюсирован Эминемом, Supa Dups и Джейсоном «JG» Гилбертом. Припев песни поёт Слай Джордан. В июне того же года вышел видеоклип на песню, включающий анимированные визуальные эффекты, текст песни, сделанный в стиле кинетической типографии, и камео Mr. Porter и группы Slaughterhouse.
Песня получила положительные отзывы от слушателей и критиков — её называли возвращением Эминема к своему альтер эго Слим Шейди (англ. Slim Shady) и изюминкой Hell: The Sequel. Спустя неделю после выхода, техасский рэпер Chamillionaire выпустил ремикс-версию песни. Сам дуэт исполнял её на фестивалях «Боннару» и Lollapalooza.

## Предыстория и запись

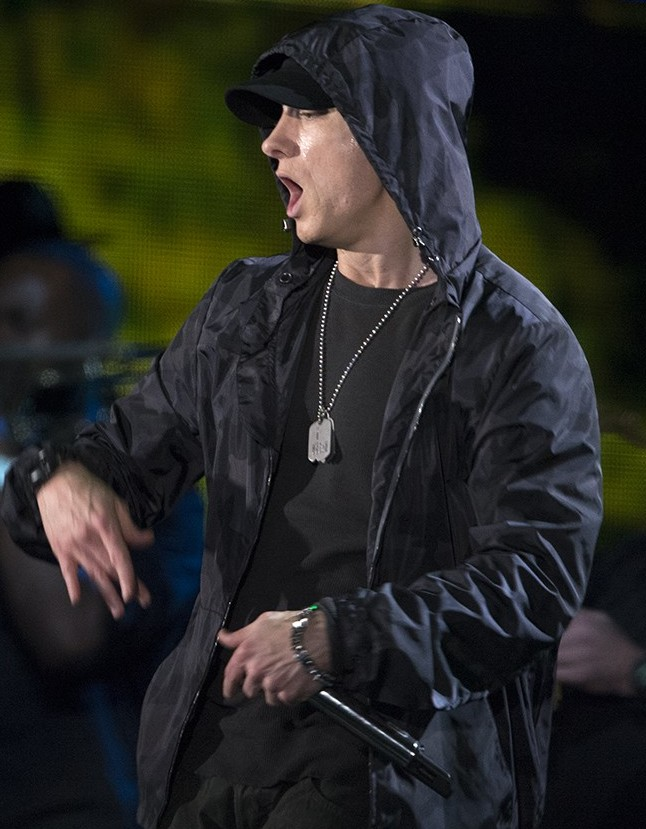
Эминем лично подбирал основного продюсера к треку и вокалиста для припева

Эминем и Royce da 5’9" образовали дуэт Bad Meets Evil в 1998 году. Первым официальным синглом дуэта стал внеальбомный «Nuttin’ to Do / Scary Movies», состоящий из двух песен. Однако в конце 2002 года пути Эминема и Ройса разошлись. С тех пор рэперы не раз работали вместе над другими песнями, но как дуэт они воссоединились лишь в конце 2010 года. Первым синглом с момента полноценного воссоединения стал «Fast Lane» к их предстоящему на тот момент мини-альбому Hell: The Sequel. Сингл вышел 3 мая 2011 года под лейблами Shady Records и Interscope Records.
«Fast Lane» была записана Майком Стрэнджем в студии Effige Studios в Ферндейле, штат Мичиган. За её написание отвечали Эминем и Слай Джордан, до этого певший припев к песням Эминема и Dr. Dre «Seduction» из Recovery и «Kush» из невышедшего Detox соответственно. В интервью каналу MTV, Маршалл признавался, что пригласил Слая после того, как услышал ту самую «Kush». Supa Dups и Джейсон «JG» Гилберт спродюсировали трек, а Эминем и Майк Стрэндж — смикшировали. Продюсеры также семплировали свои собственные вокалы. По словам Supa Dups, его попросили сделать бит к треку вместе с JG, не зная, что он предназначался для дуэта. Он сказал, что вообще мало что знал о Bad Meets Evil, просто предоставив готовый бит Эминему.
Спустя несколько месяцев после записи трека, 28 апреля 2011 года «Fast Lane» утекла в Интернет. Тем не менее, Supa Dups был впечатлён готовой песней: «Я подумал: „Чёрт возьми, эта запись просто сумасшедшая“». Он оказался впечатлён текстом трека и гордился своим участием в записи. Сам бит продюсер создавал в студии, находящейся в Форт-Лодердейле, и думал, что готовит музыку для 50 Cent; о том, что трек предназначен для Bad Meets Evil, не знал даже A&R-менеджер Shady Records Дарт Паркер. «Fast Lane» — хип-хоп песня Среднего Запада, состоящая из шести куплетов, поделённых на двух исполнителей. Первая половина четырёхминутной композиции начинается с куплета Ройса, за которым затем следует партия Эминема. После припева следуют ещё четыре куплета от каждого рэпера в такой же последовательности, за которым потом снова идёт припев.

## Отзывы критиков
«Fast Lane» получила в основном положительные отзывы от критиков. После выхода Hell: The Sequel, редактор сайта Billboard Джейсон Липшутц опубликовал обзор на каждый трек мини-альбома. По словам Липшутца, «Fast Lane» — «джи-фанк на стероидах с припевом, прерывающим битву между Эминемом и Royce da 5’9" за микрофон» и одна из ярких песен альбома. Рецензент издания XXL считает, что «ни одна песня лучше не инкапсулирует Bad Meets Evil, чем „Fast Lane“». Джон Долан из Rolling Stone опубликовал положительный отзыв на трек — по его словам, «Эминем здесь зажигает в стиле 1999 года, воссоединяясь с голодным молодым сумасшедшим рэпером, у которого есть только один шанс выйти на сцену и порвать нас всех своим исполнением, а иначе ему придётся шагать назад на смену на автозавод». Долан также отметил строчку про Ники Минаж, сказав, что раньше Маршалл выдавал более «жёсткие и отвратные» строчки. Кайл Андерсон из Entertainment Weekly отмечал, что Royce da 5’9" хорошо исполняет «мощную» песню, а благодаря Эминему, он становится «лирическим чудовищем». Несмотря на то, что сайт Consequence of Sound опубликовал нейтральный отзыв к альбому в целом, его редактор Уинстон Роббинс назвал песню «одним из лучших хип-хоп треков 2011 года». Обозревая сборник хитов Эминема Curtain Call 2, куда вошла «Fast Lane», Дрю Миллард из Pitchfork написал, что песня приближается к стандарту качества, который дуэт установил для себя в первый раз, ссылаясь на их дебютный внеальбомный сингл. По словам Чада Гриншоу из IGN, «Fast Lane» — «эпическая оркестровая композиция, в которой рэперы исполняют взрывным флоу, из-за чего трудно игнорировать то, как великолепно они звучат вместе, а слащавый баритоновый припев придаёт ему некоторую перекрёстную привлекательность». Отрицательный отзыв на песню написал сайт RapReviews — несмотря на то, что Джесал Паданья положительно оценил Hell: The Sequel, «на этой песне два рэпера просто пытаются произвести впечатление остроумно эпатажными текстами».

## Видеоклип

Скриншот из клипа с использованием кинетической типографии для текста песни

Музыкальный клип к треку был снят Джеймсом Ларезом из коллективной группы Syndrome — она также снимала клипы к другим песням Эминема: «3 a.m.» и «Crack a Bottle». Съёмки видео начались 13 мая на юго-западе Детройта. 27 мая 2011 года на официальном YouTube-канале Маршалла появился 40-секундный тизер клипа с исполнением отрывка второго куплета, появлением Слая Джордана и использованием мультяшной анимации. Как говорил Ройс, идея анимированных эффектов для видео была придумана Эминемом. Первоначально клип к песне должен был выйти 31 мая 2011 года, но в итоге его официальная премьера состоялась 8 июня в полдень по восточному времени на канале VEVO и на сайте дуэта.
Музыкальное видео содержит анимированные эффекты и кинетическую типографию текста песни, а сам дуэт читает рэп в интерьерах, напоминающих склад. Оба рэпера всячески взаимодействуют с анимацией. При переходе от одного куплета к другому, исполнители отталкивают друг друга. В клипе есть и жестокие сцены — например, Эминем «топит» в аквариуме мультяшную блондинку, а затем обезглавливает. Слай Джордан также присутствует в клипе, читая припев трека. Во время моментов с припевом, Эминем и Ройс садятся в зелёную анимированную машинку, которая врезается в несколько препятствий. В видео присутствуют камео Mr. Porter, читающего отрывок припева, и участников группы Slaughterhouse. Ближе к концу, Ройс и Эминем пытаются встать друг перед другом, чтобы привлечь к себе внимание. Видео заканчивается тем, что их оттесняет с дороги логотип Bad Meets Evil.

## Концертные исполнения
Эминем и Royce da 5’9" впервые исполнили «Fast Lane» на фестивале «Боннару» в 2011 году, также исполнив ещё один сингл с Hell: The Sequel — «Lighters». По словам Джеймса Монгомери из MTV, «что больше выделялось в выступлении Эминема, так это явное упорство, с которым он атаковал Ройса». Помимо товарища Маршалла по дуэту, их сопровождал бэк-вокалист Mr. Porter, выступавший в чёрной футболке с логотипом дуэта под чёрным худи. Выступление также было дополнено включением музыкального клипа на «Fast Lane» на заднем плане. Чуть позже Bad Meets Evil и Mr. Porter исполнили трек на второй день фестиваля Lollapalooza того же года, проходившего в Чикаго. Гил Кауфман из того же MTV назвал «Fast Lane» «гимном лоурайдеров». Перед выступлением Эминем переоделся в серую футболку с логотипом Bad Meets Evil.

## Ремиксы и появления в массовой культуре
8 мая 2011 года техасский рэпер Chamillionaire записал и выпустил ремикс на «Fast Lane». Ремикс содержит два новых куплета от Chamillionaire, которые играют между партиями Эминема и Royce da 5’9" — первый куплет играет перед первым исполнением припева, а второй — сразу после исполнения припева. Помимо этого, припев песни исполняет сам Chamillionaire с изменённым текстом. Ремикс длится пять с половиной минут.
«Fast Lane» включена в саундтрек фильма «Живая сталь» 2011 года и компьютерной игры NBA 2K12. Композиция также звучит в трейлере к восьмому сезону сериала от HBO «Красавцы» и первом трейлере к фильму «Форсаж 6». В 2016 году песня прозвучала в трейлере «Ride Together» к игре Final Fantasy XV. В августе 2022 года «Fast Lane» вошла в сборник хитов Эминема Curtain Call 2.

## Участники записи
Запись
- Записано в Effigy Studios в Ферндейле, Мичиган.

Участники записи
- Эминем — сопродюсер, вокал, автор песни, микширование
- Royce da 5’9" — вокал, автор песни
- Supa Dups — автор песни, продюсер, программирование ударных, аранжировка вокала, дополнительный бэк-вокал
- Джейсон «JG» Гилберт — автор песни, сопродюсер, клавишные, дополнительный бэк-вокал
- Майк Стрэйндж — запись, микширование
- Слай Джордан — автор песни, вокал припева
- Луис Ресто — автор песни, дополнительные клавишные

Авторы приведены согласно цифровому буклету мини-альбома Hell: The Sequel.

## Список композиций
Трек-лист приведён согласно Discogs.
| №  | Название            | Автор(ы)                         | Продюсеры         | Длительность |
| -- | ------------------- | -------------------------------- | ----------------- | ------------ |
| 1. | «Fast Lane»         | Маршалл Мэтерс, Райан Монтгомери | Supa Dups, Эминем | 4:13         |
| 2. | «Fast Lane» (Clean) |                                  | Supa Dups, Эминем | 4:13         |

## Позиции в чартах
| Чарт (2011)                       | Высшая позиция |
| --------------------------------- | -------------- |
| Новая Зеландия (RIANZ)            | 35             |
| Канада (Canadian Hot 100)         | 50             |
| Великобритания (UK Singles Chart) | 66             |
| США (Billboard Hot 100)           | 32             |

## Сертификации
| Регион | Сертификация | Продажи  |
| --- | ------------ | -------- |
| Бразилия (ABPD) | Золотой      | 30 000   |
| Великобритания (BPI) | Серебряный   | 200 000  |
| США (RIAA) | Золотой      | 500 000* |
| * Данные о продажах приведены только на основе сертификации. · Данные о продажах + прослушиваниях приведены только на основе сертификации. |              |          |